# Summit City
Summit City is een verlaten nederzetting in de Amerikaanse staat Californië. Het voormalige mijnkamp ligt in het dunbevolkte Alpine County in het Sierra Nevada-gebergte.
Vermoedelijk werd het mijnkamp opgericht in 1860, toen er in de streek koortsig naar zilver werd gezocht. Volgens een artikel in de The Daily Alta California verbleven er in 1864 zo'n 600 mensen, al maakten kranten in de mijnstreken van het Amerikaanse Westen vaak overroepen beweringen om investeerders en gelukzoekers te lokken. Het kamp werd al gauw verlaten. Tot 1923, toen alles wegspoelde door felle dooi, stond er nog een getimmerd bouwwerk (de herberg en saloon) overeind en de restanten van verschillende blokhutten.
Het mijnkamp lag aan een beek en bestond uit een hoger- en lagergelegen deel. De precieze locatie van Summit City is voer voor discussie.